# Burchard III van Vendôme
Burchard III van Vendôme bijgenaamd de Jonge (overleden op 28 februari 1085) was van 1066 tot aan zijn dood graaf van Vendôme. Hij behoorde tot het huis Nevers.

## Levensloop
Burchard III was de oudste zoon van graaf Fulco van Vendôme en diens echtgenote Petronella, dochter van heer Reinoud II van Château-Gontier.
In 1066 volgde hij zijn vader op als graaf van Vendôme. Burchard was toen nog minderjarig en werd daarom tot in 1075 onder het regentschap geplaatst van zijn oom Gwijde van Nevers, heer van Nouâtre. Na de dood van Gwijde in 1184 kwam Burchard III in het bezit van deze heerlijkheid. 
Net als zijn vader kwam Burchard regelmatig in conflict met de Abdij van La Trinité. In 1083 maakte een akkoord een einde aan deze ruzies.
In 1085 overleed Burchard III van Vendôme, ongehuwd en kinderloos. Zijn schoonbroer, heer Godfried II van Preuilly, die gehuwd was met zijn zus Euphrosina, volgde hem op als graaf van Vendôme.